# Александър Филипов (революционер)
Вижте пояснителната страница за други личности с името Александър Филипов.
Александър Якимов Филипов е български революционер, гюмюрджински войвода на Вътрешна македоно-одринска революционна организация в Ахъчелебийско.

## Биография
Филипов е роден в 1881 година в българската столица София. Влиза във ВМОРО и изпълнява терористични задачи. В 1901 година Михаил Герджиков го изпраща като войвода в Беломорска Тракия и обикаля Гюмюрджинско, Ксантийско и Даръдеренско. През юни 1902 година Филипов се натъква случайно на турска войска край село Каршилъ и е заловен, изпратен в Пашмакли, а после в Кърджали. Макар при изтезанията да не признава нищо и да не издава никакви имена, у него са намери комитетски книжа, вследствие на което избухва Даръдеренската афера. Двамата със свещеник Ангел Инджов са осъдени на 15 години затвор и са изпратени на заточение в Паяс кале, Мала Азия. Амнистирани са през септември 1904 година и Филипов се установява да живее в Оряхово.
При избухването на Балканската война в 1912 година е доброволец в Македоно-одринското опълчение и служи в Инженерно-техническата част и Нестроевата рота на 9 велешка дружина. Носител е на бронзов медал.
През Първата световна война е подофицер в 53-ти пехотен полк. Награден е с войнишки кръст „За храброст“, IІ ст.